# Sericia sparsa
Sericia sparsa là một loài bướm đêm trong họ Erebidae.